# 宇沢美子
宇沢 美子（うざわ よしこ、1958年 - ）は、日本の英米文学者。慶應義塾大学文学部教授。

## 略歴
1981年慶應義塾大学文学部英米文学専攻卒業、1987年同大学院文学研究科英米文学専攻博士課程単位取得退学。1990年旧・東京都立大学助教授、2005年慶應義塾大文学部教授。2008年「ハシムラ東郷 イエローフェイスのアメリカ異人伝」で慶應義塾大学より博士（文学）の学位を取得。2009年『ハシムラ東郷』でヨゼフ・ロゲンドルフ賞受賞。

## 著書
- 『女がうつる ヒステリー仕掛けの文学論』（富島美子名義、勁草書房） 1993
  - シャーロット・パーキンス・ギルマン「黄色い壁紙」の全訳を巻末に収録
- 『ハシムラ東郷 イエローフェイスのアメリカ異人伝』（宇沢美子名義、東京大学出版会） 2008

## 翻訳
- 『広告する小説』（ジェニファー・A・ウィキー、富島美子訳、国書刊行会、異貌の19世紀） 1996
- 『サロメと踊るエクリチュール 文学におけるミメーシスの肖像』（フランソワーズ・メルツァー、富島美子訳、ありな書房） 1996
- 『蒐集』（ジョン・エルスナー, ロジャー・カーディナル編著、高山宏,富島美子,浜口稔訳、研究社出版） 1998
- 『セクシュアル・ヴィジョン 近代医科学におけるジェンダー図像学』（ルドミラ・ジョーダノヴァ、宇沢美子訳、白水社） 2001